# Without You (chanson de Badfinger)
Pour les articles homonymes, voir Without You.
Pistes de No Dice
No Matter What Blodwyn
Without You est une chanson britannique du groupe Badfinger composée et écrite par Pete Ham et Tom Evans (en), extraite de l'album studio No Dice et sortie en 1970. Elle devient en 1971 un tube pour Harry Nilsson en étant classée no 1 aux Billboard Hot 100, Hot Adult Contemporary Tracks, Canadian Singles Chart et UK Singles Chart. Devenue depuis un standard, Without You est, dans une version de Mariah Carey de 1994, classée no 1 des hit-parades allemand, autrichien, britannique, finlandais, français, irlandais, néerlandais, néo-zélandais, suédois et suisse, no 2 du Canadian Singles Chart et no 3 des Billboard Hot 100 Australian Singles Chart.

## Versions
Singles de Mariah Carey
Hero Anytime You Need a Friend
Clip vidéo
[vidéo] « Without You », sur YouTube
Enregistrée en anglais (sauf mention contraire) par, : 
- Clay Aiken
- Billy Paul en 1976 sur l'album Let 'Em In
- Codeine
- Richard Anthony (en français : Sans toi)
- Air Supply
- Shirley Bassey sur les albums And I Love You So et La Mujer (en espagnol : Sin Ti)
- Cilla Black
- Brotherhood of Man
- Chris de Burgh
- Alexandra Burke
- Mariah Carey
- Dik Dik (en italien : Per chi)
- Antonio Cartagena
- Kelly Clarkson
- Bobby Conn (en)
- Rivers Cuomo
- Gens (it) (en italien : Per chi)
- Hall & Oates
- Heart
- Wess (en italien : Per chi et en anglais : Without You)
- Il Divo (en espagnol : Desde el dia que te fuiste)
- Klasse Aparte (en espagnol : Sin Ti)
- Jade Kwan
- Leona Lewis
- Melissa Manchester
- Mina en duo avec Johnny Dorelli (en italien : Per chi)
- Tito Nieves (instrumental)
- Harry Nilsson ; sa reprise figure parmi les "500 plus grandes chansons de tous les temps" selon le magazine musical américain Rolling Stone, se classant en 496ème position[3].
- Harry Nilsson en duo avec Ringo Starr
- Will Oldham
- Donny Osmond
- Elaine Paige
- Pandora (en espagnol : Desde el dia que te fuiste)
- Collin Raye
- Paloma San Basilio (en espagnol : Sin Ti)
- T.G. Sheppard
- Wing
- Abraham Mateo en duo avec Caroline Costa
- Wayne Hussey
- Th' Faith Healers
- Sixx Am

## Récompenses
- 1973 : Grammy Award du meilleur chanteur pop ou de variété pour Harry Nilsson.

## Autour de la chanson